# Псковска губерния
Пско́вска губе́рния (руски дореформен правопис до 1918 г.: Псковская губернія) е административо-териториална единица на Руската империя, Руската република и Руската съветска федеративна социалистическа република (РСФСР) (до 1927 г.). Губернски град е бил град Псков. Съществува от 1772 до 1777 г., след това от 1777 до 1796 г. под формата на Псковско наместничество, а от 1796 до 1927 г. отново като губерния, след което става част от формираната Ленинградска област. По отношение на площта през 1914 г. тя заема 43 213,70 km² (37971,3 квадратни верста), през 1924 – 1926 г. – 51 716 km². Населението според преброяването от 1897 г. е 1 122 317 души, през 1926 г. – 1 788 418 души. През 1900 г. има 1 млн. 188 хил. жители, от които 93 % са селяни.

## История
- През 1510 г. Псковската република била завоювана от московския княз Василий III.
- През 1708 г. територията на Псковския край влиза в състава на Ингерманландската губерния, която през 1710 г. е преименувана на Санктпетербургска.
- През 1719 г. губернията била разделена на провинции; била образувана Псковска провинция. Уездните градове в нея били: Гдов, Изборск, Остров, Опочка, Псков, Холмски Посад, Заволоче, Пусторжев и Кобилск.
- През 1727 г. от Санктпетербургска губерния е отделена Новгородска губерния, която се състояла от 5 провинции (Новгородска, Псковска, Великолуцка, Тверска и Белозерска).
- През 1772 г., след Първата подялба на Полша, била създадена Псковска губерния (губернски център бил град Опочка). В нея били включени 2 провинции на Новгородска губернии (Псковска и Великолуцка) и новите – Двинска (от Инфлянтското войводство на Полско-литовската държава) и Полоцка (от земите на бившето Полоцко войводство на Полско-литовската държава), а в края на същата година била присъединена от Могильовска губерния Витебската провинция.[4]
- През втората половина на 1776 г. Псковска губерния била разделена на две нови губернии – Полоцка и Псковска. При това към Псковска губерния с център в град Псков отишли бившите Псковска и Великолуцка провинции, а от Новгородска губерния – Порховски и Гдовски уезди, а също и някои погости (селца) от Новгородски уезд „които остават от дясната страна на отново създадния пряк път от Гатчинскиото [село] Миза към Порхов“.[5]
- През 1777 г. на мястото на губернията било създадено Псковското наместничество, в чийто състав влизали 10 уезда (Великолукски, Гдовски, Лугски, Опочецки, Островски, Порховски, Псковски, Новоржевски, Торопецки и Холмски).
- През 1781 г. Гдовски и Лугски уезди били прехвърлени към Санктпетербургска губерния, а след още една година бил образуван Печерски (Печорски) уезд.
- През 1796 г. наместничеството било преобразувано отново в Псковска губерния. Към този момент губернията се състояла от 6 уезда: Псковски, Великолуцки, Опочецки, Островски, Порховски и Торопецки. Печорски, Новоржевски и Холмски уезди били разпуснати.[6]
- През 1802 г. повторно били отделени два уезда: Холмски и Новоржевски.[7]

### При съветската власт
- През април 1918 г. осем северозападни губернии – Петроградска, Новгородска, Псковска, Олонецка, Архангелска, Вологодска, Череповец и Северодвинска – са обединени в Съюза на общините на Северната област, който е премахнат през 1919 г. Освен това след Октомврийската революция Псковска губерния претърпява редица териториални промени, така че през 1920 г. част от западните уезди са прехвърлени към Естония (част от Псковски уезд) и Латвия (части от Псковски и Островски уезди), а през 1924 г. Велижски, Невелски и Себежски уезди са прехвърлени от Витебска губерния към Псковска.
- През 1927 г. Псковска губерния е премахната и влиза в състава на Ленинградска област.[8]

- Карти
- Территория на Псковска провинция в „Руски атлас“ от 1745 г.
- Карта на административното деление на Псковска област. 1820 г.
- Карта на Псковска губерния от 1913 г.
- Карта на административното деление на Псковска губерния (1802 – 1924 г.)

## Население
Жители на Псковска губерния към 1 януари 1897 г. – 1 122 317 (539 632 мъже и 582 685 жени).
По вероизповедание:
- православни – 1 042 716,
- старообрядци – 40 475,
- лутерани – 25 995,
- юдеи (евреи) – 7 412,
- римокатолици – 5 524,
- караими – 55,
- баптисти – 41,
- мохамедани – 37,
- армено-католици – 24,
- реформирани – 20,
- англиканци – 8,
- армено-григорианци – 1,
- други християнски вероизповедания – 6,
- други нехристиянски вероизповедания – 3.

По съсловие:
- потомствени благородници и техните семейства – 6 281,
- лични благородници, чиновници не от благородството и техните семейства – 3670,
- лица от духовенството на всички християнски вероизповедания и техните семейства – 6 617,
- потомствени и лични почетни граждани и техните семейства – 2 404,
- търговци и техните семейства – 2 690,
- граждани – 69 159,
- селяни – 1 025 944,
- войскови казаци – 16,
- чужденци – 0,
- финалндци без разграничаване по съсловие – 30,
- лица не принадлежащи към тези съсловия – 4 335,
- лица не указали своето съсловие – 577,
- общо руски поданици – 1 121 723,
- чуждестранни подъници – 594,
- общо всички – 1 122 317.

По роден език:
- руски – 1 063 007,
- украински – 77,
- беларуски – 2 321,
- иврит – 7 361,
- полски – 4 466,
- немски – 91,
- латвийски – 3 885,
- романес – 647,
- фински – 3 645,
- естонски – 25 458,
- други – 323.